# Мегасфен

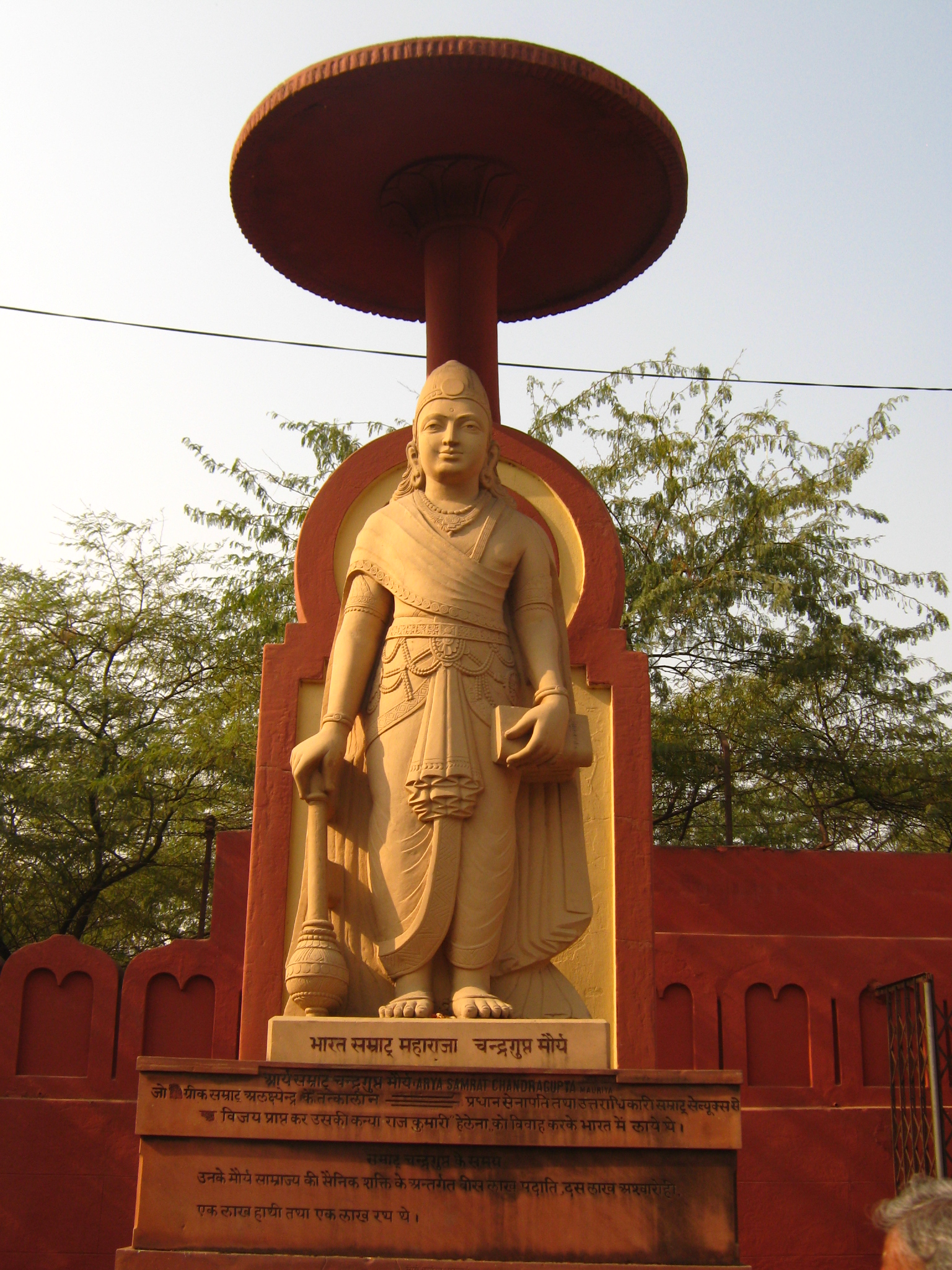
Наскальная живопись в храме Бирла, Дели

Мегасфен (др.-греч. Μεγασθένης) — древнегреческий путешественник, родом из Арахозии, который по поручению Селевка I Никатора посетил с дипломатическим заданием двор объединителя Индии Чандрагупты в городе Паталипутра. Это посольство не могло быть совершено позднее 298 г. до н. э., года смерти Чандрагупты (Мегасфен называет его Сандрокоттом).
В своём труде «Индика» (не путать с одноимёнными сочинениями Ктесия и Арриана) Мегасфен описал основные реки Западной Индии, упомянул Гималаи и Цейлон, а также систему каст. Работа Мегасфена до нашего времени не сохранилась, однако обширные выдержки из неё приводят Диодор Сицилийский, Страбон и Арриан.

## Биография
Мегасфен был по происхождению греком, предположительно, из Ионии. Первое упоминание Мегасфена содержится у Арриана, который утверждал, что тот некоторое время жил у сатрапа Арахосии Сибиртия, возможно, его друга и соотечественника. Из Арахосии Мегасфен был отправлен послом в Индию, где посетил царей Чандрагупту Маурью (греки называли его «Сандрокоттом» или «Андрокоттом») и Пора. В случае, если Мегасфен начал свой путь от Сибиртия и побывал при дворе этих двух монархов, то его путешествие следует датировать периодом между 322 и 317 годами до н. э.
Учитывая, что Мегасфена связывают с Селевком I Никатором, который захватил власть в Азии после 312 года до н. э., предположительно, он совершил несколько путешествий в Индию.

## Характеристика «Индики» в «Энциклопедическом словаре Брокгауза и Ефрона»
Мегасфен — словоохотливый рассказчик виденного и слышанного: он описывает границы Индии, устройство поверхности, обильное орошение, богатство и своеобразие тамошней флоры и фауны, население, с наименованием отдельных народов, физические особенности, законы и нравы жителей. Наряду со множеством точных и новых для своего времени сведений Мегасфен охотно сообщает баснословные рассказы свидетелей или приукрашает полученные сведения собственными измышлениями (как, например, в изложении истории о кинокефалах).
Лживым писателем называет Мегасфена Страбон, приравнивая его в этом отношении к Деимаху. Следующие семь каст насчитывает Мегасфен y индусов: мудрецы, земледельцы, пастухи и охотники, ремесленники, воины, надсмотрщики и царские советники. Главным городом Индии Мегасфен называет Палибофру (Паталипутру), развалины которой — близ нынешней Патны.
Насколько ненадежен Мегасфен в передаче туземных сказаний, показывает приписанный им индийским свидетелям рассказ о странствовании по Индии греческого Вакха, превращенного в насадителя гражданственности в Индии, строителя первых городов, первого законодателя и судью индусов, врачевателя и царя.
Другим благодетелем индусов, тоже из греков, тамошние мудрецы называли, будто бы, Геракла; выставляя его строителем Палибофры, очистителем суши и воды от чудовищ, основателем многих из числа царств, на которые впоследствии делилась Индия.